# Тылжа
Тылжа (Тилжа; латыш. Tilža) — населённый пункт в Балвском крае Латвии. Административный центр Тылжинской волости. Находится у региональной автодороги P48 (Карсава — Тылжа — Дублюкалнс). Расстояние до города Балви составляет около 40 км. Рядом протекает река Тылжа. По данным на 2007 год, в населённом пункте проживало 662 человека.

## История
Населённый пункт был основан около 1909 года как деревня Кокорева. В 1926 году получила нынешнее название в честь реки. В советское время населённый пункт был центром Тилжского сельсовета Балвского района. В селе располагался совхоз «Тилжа».
В селе находится волостное правление, средняя школа, школа-интернат, детский сад, почтовое отделение, дом культуры, библиотека, краеведческий музей и четыре церкви (православная, католическая, лютеранская, баптистская).